# Bröhn
De Bröhn is een berg en het hoogste punt van de Deister in Nedersaksen. De Bröhn is 405 meter hoog, en de noordelijke helling ligt op het gebied van de gemeente Wennigsen, waar de zuidelijke helling bij Springe hoort.
Boven op de Bröhn staat de Annaturm, van waar een mooi uitzicht over de omgeving verkregen wordt. Bij mooi weer kan men Hannover, het Steinhuder Meer en het Weserbergland in de omgeving zien liggen.